# مؤتمر الخيال العلمي
مؤتمرات الخيال العلمي هي تجمعات لمحبي هذا النوع من الخيال التأملي، أوالخيال العلمي. تاريخياً، ركزت مؤتمرات الخيال العلمي في المقام الأول على الأدب، لكن أهتمام الكثيرين أمتد إلى طرق أخرى للتعبير مثلا الأفلام والتلفزيون والكوميديا والرسوم المتحركة والألعاب. قد يختلف شكل التنسيق، ولكنه يميل إلى امتلاك بعض الميزات المتشابهة، مثل ضيف الشرف، وحلقات النقاش، والقراءات، والفعاليات الخاصة الكبيرة، مثل مراسم الافتتاح / والختام وبعض أشكال الحفلات أو الترفيه. بدأت مؤتمرات الخيال العلمي في المقام الأول في المملكة المتحدة والولايات المتحدة، لكنها انتشرت الآن أكثر فأكثر، والعديد من الدول لديها مؤتمرات وطنية خاصة بها، بالإضافة إلى استضافة المؤتمرات الدولية الدورية.

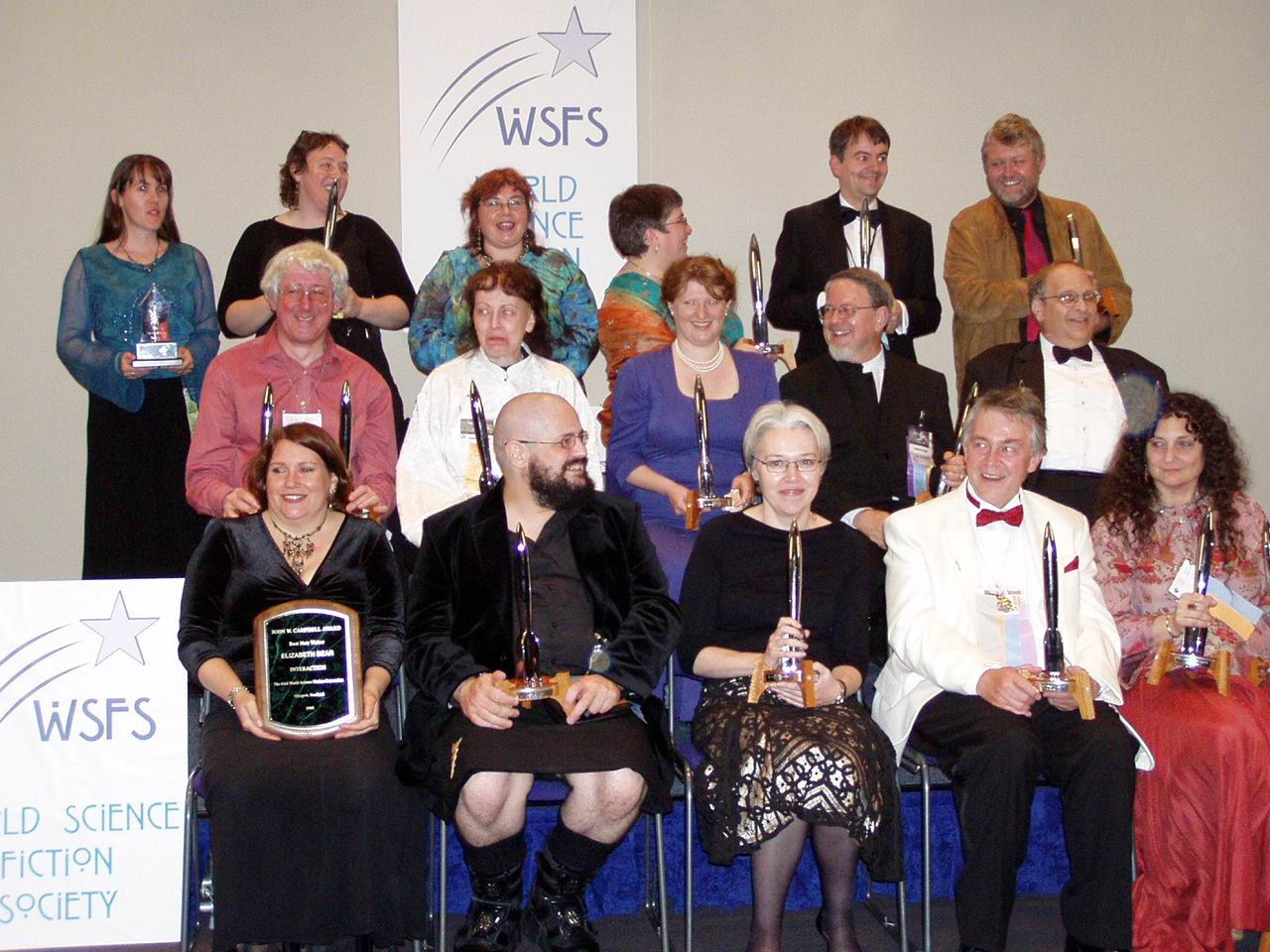
الفائزين بجائزة هوغو في وولدكون 2005 في غلاسكو، أغسطس 2005. الصورة التي اخذت من طرف سيمون سوكو

## التاريخ
لا يعرف الوقت والمكان الدقيقين لأول مؤتمر خيال علمي وتعد المسألة موضع خلاف. في وقت ما من عام 1936، وضعت مجموعة من المعجبين البريطانيين خططًا لتنظيم تجمع منظم، مع برنامج مخطط من الأنشطة وذلك في مكان عام في أوائل عام 1937. ومع ذلك، في 22 أكتوبر 1936، سافرت مجموعة من ستة أو سبعة معجبين من مدينة نيويورك، بما في ذلك ديفيد كايل وفريدريك بول، بالقطار إلى فيلادلفيا، بنسلفانيا، حيث قاموا لعدة ساعات بزيارة عدد مماثل من المعجبين المحليين في منزل ميلتون روثمان. أعلنوا لاحقًا أن هذا الحدث هو أول «مؤتمر خيال علمي». هذا اللقاء الصغير مهد الطريق للقاء اخر عقد في نيويورك، في فبراير 1937، حيث تجمع «30 أو 40» من المعجبين في قاعة بوهيميان في أستوريا ، كوينز. وكان من بين الحاضرين في هذا الحدث جيمس بليش وتشارلز هورنيج وجوليوس شوارتز وويليس كونوفر. أصبح هذا الحدث يُعرف باسم «الشرقية الثانية» (Second Eastern) ومهد الطريق للشرقية الثالثة الناجحة التي عقدت في فيلادلفيا في 30 أكتوبر 1937 وهكذا الشرقية الرابعة التي تلت ذلك في 29 مايو 1938، والني جذبت أكثر من 100 من الحضور إلى قاعة اجتماعات في نيوارك، نيوجيرسي وأعلنت نفسها أنها «أول مؤتمر وطني للعلوم الخيال». في هذا الحدث تم تعيين لجنة لترتيب أول مؤتمر عالمي للخيال العلمي في نيويورك عام 1939 ؛ وإضفاء الطابع الرسمي على التخطيط الذي بدأ في الشرقية الثالثة. كان «الوطني الأول»، الذي تضمن مشاركة عدد من محرري ومحترفي نيويورك المعروفين من خارج دوائر المعجبين، علامة فارقة في تطور مؤتمرات الخيال العلمي كمكان للمحترفين في الخيال العلمي، وكذلك المعجبين، للإتقاء بنظرائهم شخصيا.
في 3 كانون الثاني (يناير) 1937، أقام المعجبون البريطانيون حدثهم الذي تم التخطيط له منذ فترة طويلة في القاعة الفلسفية في ليدز. حضره حوالي 20 من المعجبين، بمن فيهم إريك فرانك راسل وآرثر سي كلارك. حتى يومنا هذا، يؤكد العديد من المعجبين المؤرخين، وخاصةً المؤرخين في المملكة المتحدة، أن اجتماع فيلادلفيا كان مجرد مؤتمر بالاسم فقط، في حين يشير المعجبون المؤرخون الآخرون إلى أن العديد من التجمعات المماثلة منذ ذلك الحين كانت تسمى «مؤتمرات» من دون إثارة أي خلاف.
ومع ذلك، بحلول عام 1939، كان المعجبون الأمريكيون قد تنظموا بما يكفي من أجل العقد، بالتزامن مع المعرض العالمي لعام 1939 ، وأول «مؤتمر خيال علمي عالمي ‏»، في مدينة نيويورك. عقدت المؤتمرات اللاحقة في شيكاغو في عام 1940 ودنفر في عام 1941. مثلها مثل العديد من الأحداث الثقافية، حيت تم تعليقها خلال الحرب العالمية الثانية. استؤنفت المؤتمرات في عام 1946 باستضافة مؤتمر الخيال العلمي العالمي في لوس أنجلوس ، كاليفورنيا. أول وورلدكون عقد خارج الولايات المتحدة كان توركون الأول في تورنتو في عام 1948 ؛ منذ ذلك الحين، تم عقد وورلدكون في بريطانيا وألمانيا وهولندا وكندا وأستراليا واليابان وفنلندا وإيرلندا على الرغم من أن غالبية مؤتمرات الووردكون عقدت وما زالت داخل الولايات المتحدة.

## أنواع
منذ المؤتمرات الأولى في أواخر ثلاثينيات القرن العشرين، مثل وورلدكون الأولى، انتشرت المئات من مؤتمرات الخيال العلمي المحلية والإقليمية في جميع أنحاء العالم إما كأحداث سنوية أو إستتنائية. في هذه المؤتمرات، يجتمع محبو الخيال العلمي مع الكتاب والفنانين والمخرجين المحترفين في هذا النوع لمناقشة جوانبه المتعددة. تحتوي بعض المدن على عدد من مؤتمرات الخيال العلمي، فضلاً عن عدد من المؤتمرات ذات الأهتمامات الخاصة كالأنيمي أو الإعلام أو المجموعات الأخرى ذات الصلة. تنتقل بعض المؤتمرات من مدينة إلى أخرى، وتخدم بلدًا معينًا أو منطقة معينة أو مصلحة خاصة. تقريبًا كل عطلة نهاية أسبوع الآن لدينا تقريبا مؤتمر واحدة على الأقل في مكان ما، وتُعقد بعض المؤتمرات في عطلات نهاية الأسبوع حيث يمكن تخصيص أربعة أيام أو أكثر للأحداث.

### المؤتمرات الدولية

#### مؤتمر الخيال العلمي العالمي

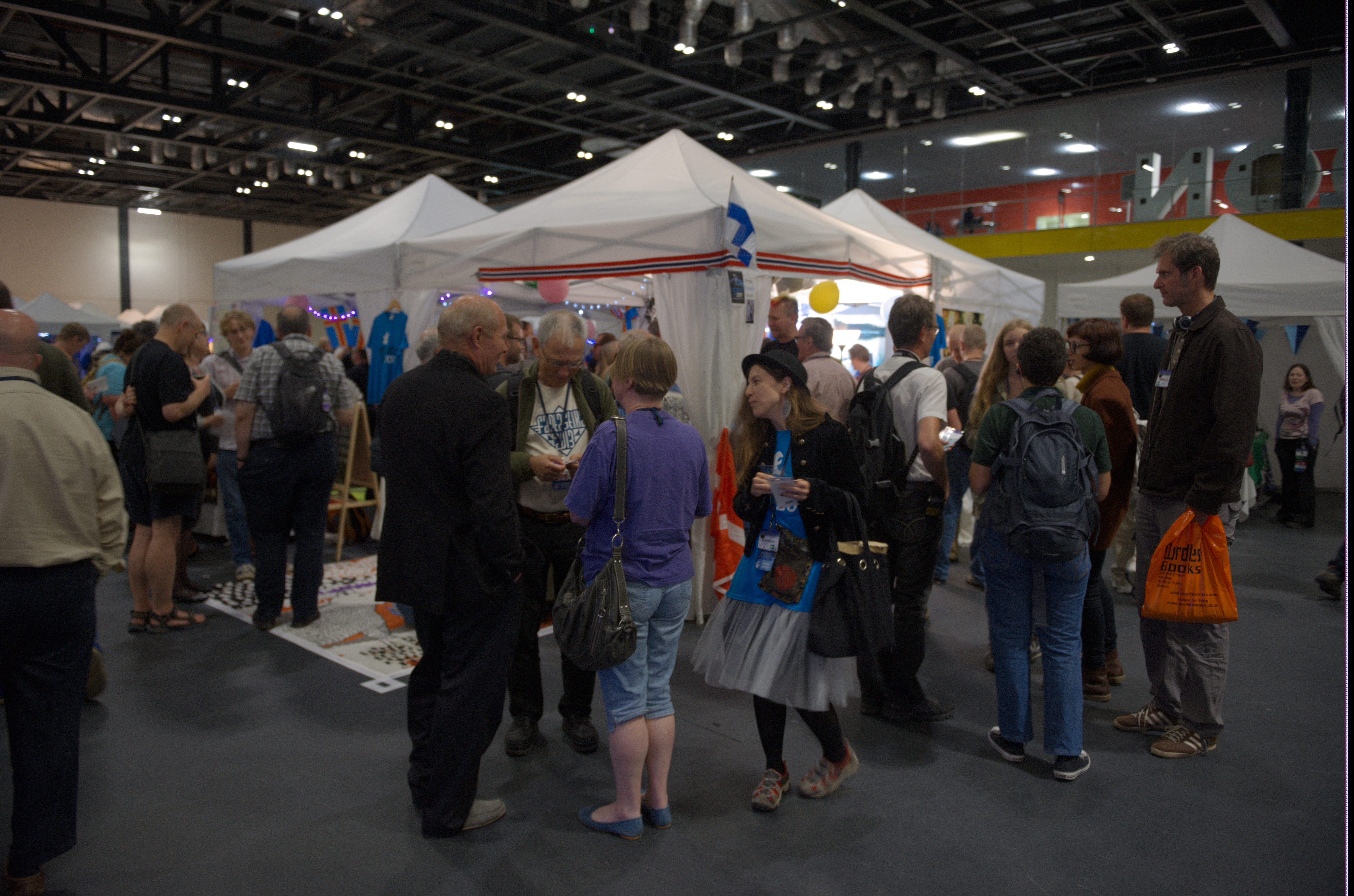
مؤتمرون يتبادلون أطراف الحديث في وولدكون 2014.

وولدكون، أو بشكل أكثر رسمية، مؤتمر الخيال العلمي العالمي، هو مؤتمر خيال علمي يعقد كل عام منذ عام 1939 (باستثناء الأعوام 1942 إلى 1945، خلال الحرب العالمية الثانية). إنه المؤتمر السنوي لجمعية الخيال العلمي العالمية (أو WSFS)، وهي هيئة غير مدرجة يتم تعريف أعضائها على أنهم «جميع الأشخاص الذين دفعوا مستحقات العضوية إلى لجنة الوولدكون الحالية» (أي، اللجنة الحالية أو المستقبلية). يصوت أعضاء الجمعية على حد سواء لاختيار موقع الوولدكون قبل عامين واختيار الفائزين في جوائز هيغو، والتي يتم تقديمها في المؤتمر. تتم صياغة قواعد اختيار الأماكن عمداً لضمان حدوث المؤتمرات في مدن مختلفة كل عام.

#### مؤتمر الفنتازيا العالمي
تصنف الفنتازيا عادة جنبا إلى جنب مع الخيال العلمي في المؤتمرات (تم استخدام المصطلحين بالتبادل لمعظم الفترة 1926-1966). أسماء مؤتمرات الخيال العلمي مثل وولدكون، هي أيضًا اصطلاحات للفنتازيا في كل شيء ما عدا الاسم. بدأ مؤتمر الفنتازيا العلمي في عام 1975، ومنذ ذلك الحين تم عقده على أساس سنوي. ومع ذلك، فإن مؤتمر الفنتازيا العالمي أقل توجهاً نحو مجتمع المعجبين، حيت هو في المقام الأول تجمع احترافي (للكتاب والمحررين والناشرين، إلخ.). العديد من أولئك الذين يحضرون «مؤتمر الفنتازيا العالمي» يحضرون أيضا الووردكون. ومع ذلك، تركز هذا المؤتمر بدرجة أكبر على المؤلفين والنشر، مع وجود نسبة أعلى بكثير من المؤلفين ضمن الحاضرين؛ على هذا النحو، فإنه لا يشتمل عادةً على مجموعة واسعة من الأحداث (حفلة تنكرية، رقصات، غرفة فيديو، وما إلى ذلك) التي قد يجدها المرء عادةً في مؤتمر للمصلحة العامة.

#### المؤتمر العالمي للرعب
مؤتمر الرعب العالمي هو تجمع سنوي للمهنيين من مجتمع الرعب العالمي والأطراف المهتمة الأخرى. حتى عام 2009، كانت جميع مؤاتمرات الرعب العالمية تعقد في الولايات المتحدة أو كندا، وعادة ما يتم التناوب بين الجانبين الشرقي والغربي من البلاد (الولايات المتحدة). عقد مؤتمر 2010 في برايتون بالمملكة المتحدة، وهي المرة الأولى التي يتم فيها عقد خارج أمريكا الشمالية. أقيم حفل توزيع جوائز برام ستوكر الذي نظمته جمعية رعب الأدباء بالتزامن مع المؤتمر في السنوات القليلة الماضية.

### المؤتمرات الوطنية
عادة ما يعقد المؤتمر الوطني سنويًا في عدد من البلدان. إسترون البريطاني هو أقدم واحد فيهم. غالبًا ما تُدار المؤتمرات الوطنية أو بالاشتراك مع منظمة أو نادي وطني للخيال العلمي.

### المؤتمرات الإقليمية
قبل عصر السفر غير المكلف، نشأت مؤتمرات إقليمية لجذب المعجبين من مناطق جغرافية واسعة. وأقدمها هو وستركون، التي تعقد اجتماعاته على أساس التناوب بين المناطق في غرب الولايات المتحدة وكندا. يقام أروكون كل عام في مكان ما في أوروبا، وغالبًا في بلدان أوروبا الشرقية حيث تعد الفندوم ظاهرة جديدة. يعقد مؤتمر الخيال العلمي لأمريكا الشمالية (NASFiC) في أمريكا الشمالية في أي عام عندما يكون الوولدكون خارج أمريكا الشمالية. يقام الديب ساوث كون ‏ في جنوب الولايات المتحدة، مع التركيز على الثقافة الجنوبية في الخيال العلمي. ستاربيسأندي هو مؤتمر يديره معجبون من الغرب الأوسط، عقد في إنديانابوليس بالولايات المتحدة، مع التركيز على ستار تريك ولكنه يشمل أيضًا الأنواع الأخرى من الخيال العلمي.

### المؤتمرات المحلية
تستقطب المؤتمرات المحلية، التي تعد فروعًا للمؤتمرات الإقليمية الرئيسية، وتجذب المعجبين من المنطقة المحيطة التي تقام فيها المؤتمر، على الرغم من أن عدد المشاركين فيها يكون قليل جدًا بالمقارنة مع من يسافروا من بعيد لحضور المؤتمر الرئيسي. تستمد بعض المؤتمرات المحلية، بما في ذلك الأحداث التي تديرها مجموعات الطلاب من المدارس الثانوية أو الكليات، حضورها فقط من الجسم الطلاب والأحياء الجامعية. قد يستفيد آخرون، مثل الذين تديرهم جامعات المملكة المتحدة، من جمهور أوسع من الجامعة نفسها فقط. من المعروف أن سلسلة شوسترينكونز، التي تديرها بسيفا (PSiFA) التابعة لجامعة هيرتفوردشاير، تجتذب أكثر من 200 شخص من جميع أنحاء المملكة المتحدة.

### مؤتمرات وسائل الإعلام
تركز بعض المؤتمرات على «الوسائط» (السمعية والبصرية)، شاملة بذلك الخيال العلمي في السينما والتلفزيون. هناك مؤتمرات إعلامية عامة تغطي مجموعة واسعة من الخيال العلمي في وسائل الإعلام، مثل تورونتو تريك، ثم هناك مؤتمرات تركز على مجموعة واحدة من الأعمال، مثل «الاحتفال»، وهو المؤتمر الرسمي لحرب النجوم . «غلاكسيفيست»، الحدث السنوي في فولكان ، ألبرتا مخصص لستار تريك ؛ و بوتكون، مؤتمر ترونسفورمر الرسمي. معظم مؤتمرات وسائل الإعلام عبارة عن معارض تجارية تُدار من أجل الربح، على الرغم من أن بعضها يتم تنظيمه بواسطة مجموعات من المعجبين الغير الهادفين للربح على غرار مؤتمرات الخيال العلمي العامة.

### المؤتمرات الهزلية و «الثقافة الشعبية»
من الكوميديا ومؤتمرات الإعلام، ظهرت فئة من مؤتمرات «الثقافة الشعبية»، مثل كوميككون أنتيرناشيونال ودراغون*كون، والتي تضم مجموعة واسعة من أحداث «ثقافة البوب» التي تتراوح بين الرسوم المتحركة، ودور السينما، وراديو وقت، وأفلام الرعب، ومشاهير رعاة البقر. أصبحت هذه الأحداث أكبر بكثير من مؤتمرات أس أف التقليدية؛ ما يقرب من مائة ألف شخص يحضرون كوميككون في سان دييغو كل عام. على الرغم من أنها ليست كلها مشاريع تجارية، إلا أنها تميل إلى أن تعاني من نفس العيوب التي تعاني منها المعارض التجارية (الخطوط الطويلة، الاكتظاظ، وما إلى ذلك) بسبب الحجم الهائل للأحداث.

### مؤتمرات المصالح الخاصة
هناك العديد من المؤتمرات التي تركز على اهتمامات خاصة معينة داخل الخيال العلمي. على سبيل المثال، ويسكون، بالإضافة إلى كونها مؤتمر ويسكونسن للخيال العلمي، تركز على النسوية أس أف (SF)/ الخيال والجنس، العرق، وقضايا الطبقية / دراسات. يركز ديفيرسكون على اتساع التنوع البشري. تجمع مؤتمرات التصوير مثل أوهايو فالي فلك فيست وفلك أونتاريو وغافلك  المهتمين بالموسيقى المرتبطة بالخيال العلمي. يجمع كوستيمكون الناس من جميع أنحاء العالم المهتمين بشكل رئيسي بالخيال العلمي والخيال والأزياء التاريخية. يجمع بينغوينكون بين الخيال العلمي والتكنولوجيا، وخاصة لينيكس والبرامج مفتوحة المصدر. يتم استخدام مصطلح «رولاكسون» للمؤتمرات التي تميل إلى أن تكون أقل حول البرمجة، وأكثر حول التنشئة الاجتماعية داخل مجتمع المعجبين؛ هذا مختلف تمامًا عن اصطلاحات «سيركون» (المناقشة البناءة الجادة لمواضيع الخيال العلمي).

### معارض تجارية مقابل مؤتمرات المتطوعين
يمكن التمييز بشكل كبير بين الأحداث التجارية (التي تسمى غالبًا «العروض») - تلك التي تديرها شركات معينة تتخصص في التنظيم المشترك، أو الشركات المحلية الهادفة للربح - والمناسبات التي يديرها المتطوعون.
عادةً ما يتم تشغيل الأحداث التجارية من أجل الربح، وتميل الأحداث التجارية إلى فرض رسوم على «التذاكر» أو «القبول» بدلاً من الحصول على «عضوية». التركيز الأساسي للأحداث التجارية هو مقابلة المشاهير، مثل نجوم البرامج التلفزيونية وأفلام الخيالي العلمي والممثلين الصوتيين لأنيمي، إلخ. غالبًا ما توجد صفوف طويلة جدًا من الأشخاص ينتظرون توقيعاتهم في الأحداث التجارية؛ في حين أن الممثلين المشهورين مثل وليام شانتر من ستار تريك يحصلون على عشرات الآلاف من الدولارات لكل مؤتمر، يدفع التجار المبتدئون الصغار والغامضون لإقامة أكشاك لبيع التواقيع والتذكارات. تميل الأحداث التجارية أيضًا إلى الحصول على برمجة أقل نطاقًا؛ تتألف الحافل في كثير من الأحيان من ممثلين ومدراء مشهورين وما إلى ذلك من مراسلي الصحافة، حيث يتم وضع اللوحات في غرف كبيرة جدًا ذات حضور كبير جدًا. أكبر مناسبات (من حيث الحضور) تميل إلى أن تكون تجارية. تميل الأحداث التجارية إلى أن تكون أكثر حول الرسوم الهزلية والمانجا وأنيمي والوسائط المرئية الشعبية من مناسبات المتطوعين، كما أنها تميل إلى جذب الجيل الشاب، لكن هذا ليس مطلقًا بأي حال من الأحوال. بعض الاتفاقيات التجارية لها تراخيص رسمية من الشركة التي تنتج فيلمًا أو عرضًا تلفزيونيًا معينًا لعمل المؤتمر حول فيلم أو عرض معين.     
مناسبات المتطوعين، من ناحية أخرى، تميل إلى أن تكون أصغر في النطاق وأكثر حميمية. قد تكون المحافل متميزة بحضور أكثر بخفة. ومع ذلك، فإن المعجبين أنفسهم هم الذين يشاركون في المحافل. على الرغم من وجود جلسات توقيع متكررة، فإنها تميل إلى أن تكون أقل جاذبية لمناسبات المتطوعين. يُطلق على القبول في مناسبات المتطوعين اسم «العضوية»، وبالتالي التأكيد على أن المعجبين أنفسهم هم الذين يشكلون الاشتراكات، وليس الموظفين الذين يديرون المناسبات التجارية. تم تطوير مجتمع من المعجبين الذين يديرون مثل هذه المؤتمرات، ويشارك الكثير منهم في أفضل ما عندهم ويحافظون على تقاليد عقد المؤتمرات، بما في ذلك في المؤتمرات المتخصصة لتحضير لمؤتمرات الخيال العلمي مثل سموفكون.

## مكونات مؤتمر نموذجي
على الرغم من وجود اختلافات واسعة بين المؤتمرات المختلفة، إلا أن هناك نمطًا عامًا يلتزم به معظمهم.

### ضيوف الشرف

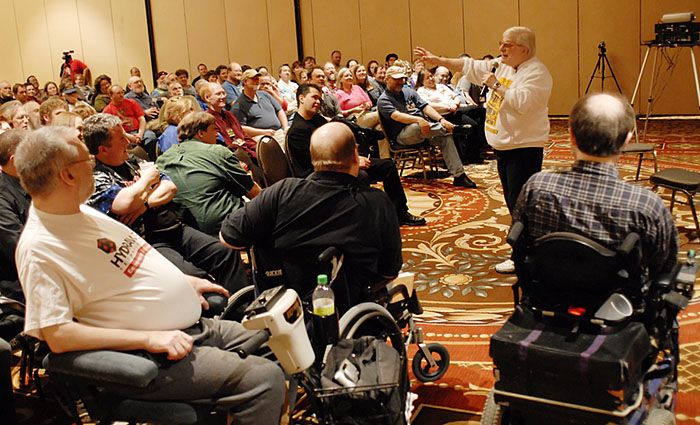
هارلان إليسون يتحدث

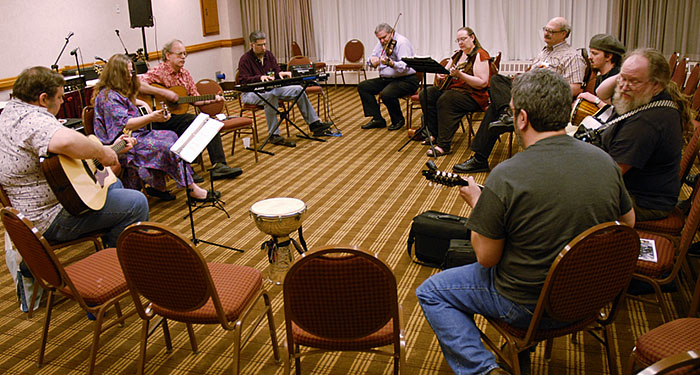
جلسة موسيقى غير رسمية (دائرة أفلام AKA)

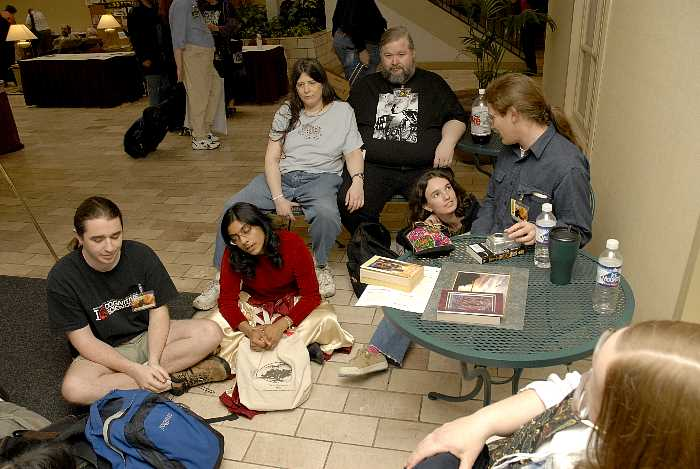
التسكع في الردهة

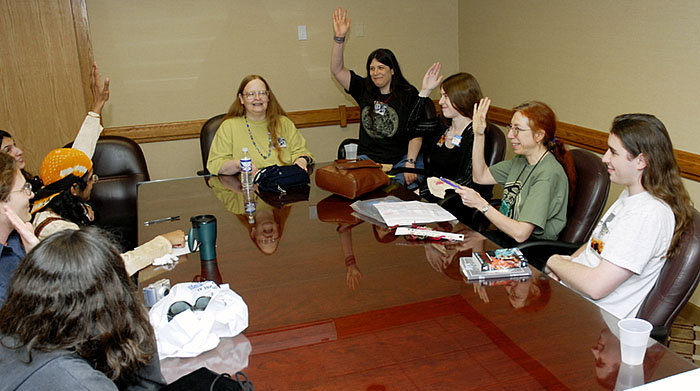
باميلا دين في القراءة

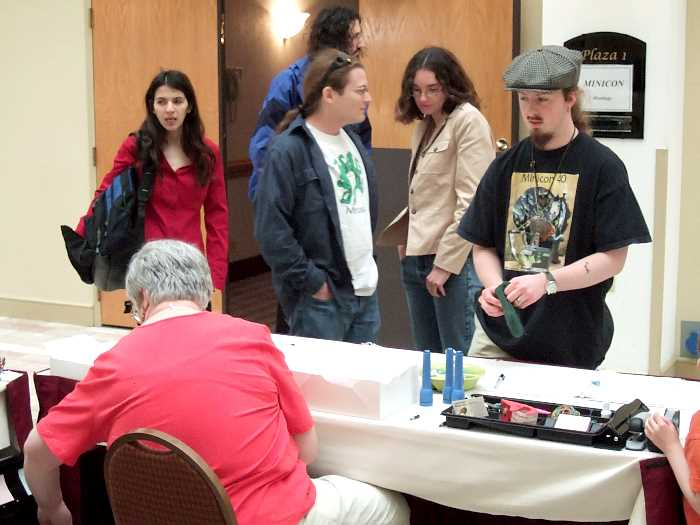
المعجبون يتسجلون لأجل مينيكون 41

معظم المؤتمرات لديها ضيف (أو ضيوف) الشرف (GoH) . هؤلاء الضيوف هم إلى حد ما عناوين المؤتمر. قد يكون للمؤتمرات عدد من ضيوف الشرف كما ترغب لجنة المؤتمرات. جنبا إلى جنب مع المؤلف، وربما ضيوف الشرف من المعجبين (المعجبين الذين ليسوا بالضرورة من المشاهير ولكن قد ساهموا بشكل كبير في مجتمع المعجبين)، قد يكون هناك في المؤتمر فنان غو، محرر غو، فليك أو ميوزيك غو، توستماستر، والضيوف الخاصون . ضيف الشرف التذكاري (كما في ريدكون) أو ضيف شرف (كما في وولدكون 2008 / دينيفر 3) هو شخص متوفٍ يتم اختياره كنقطة محورية في الاحتفالات. بوتلاتش، مع ذلك، لديه كتاب الشرف السنوي بدلا من ذلك.

### المهنيين في المؤتمرات
توفر المؤتمرات منتدى للمعجبين للتعرف بشكل مباشر ولمقابلة المؤلفين والفنانين المفضلين لديهم. كما أنها تخدم اهتمامات المؤلفين والمحررين وغيرهم من محترفي النشر، حيث توفر فرصًا للتواصل والترويج، وموقعًا مناسبًا للتفاوض على العقود واجتماعات العمل الأخرى. في مؤتمرات الخيال العلمي التقليدية، يوجد تمييز بسيط أو معدوم بين «المحترفين» و «المعجبين». العديد من المحترفين بدؤو في هذا المجال كمعجبين، وربما لا يزالون يعتبرون أنفسهم معجبين ؛ وقد عمل أكثر من عدد قليل من المعجبين أيضًا بشكل احترافي أو شبه احترافي في هذا المجال. داخل مجتمع المعجبين، هناك فئة «المهنيين الحاضرين»، المهنيين الذين يدفعون ثمن الاشتراك الكامل للدخول ولكن أيضا الحصول على شارة اسم خاصة تعلن أنهم محترفين في أي نشاط يشاركون فيه.

### البرنامج
المحفل أو المحافل تقود المناقشات، خلال ساعات النهار لمعظم المؤتمرات بمناقشات مدتها ساعة واحدة للمواضيع المتعلقة بالخيال العلمي والفنتازيا والفاندوم بشكل عام. تحظى بعض المؤتمرات بحضور جيد للجداول للمحافل التي تبدأ في وقت متأخر من منتصف الليل. لا يتم دفع أجور أعضاء الفريق (حتى المهنيين) عادةً لظهورهم، على الرغم من أن العديد من مؤتمرات أمريكا الشمالية تتنازل عن رسوم العضوية للمشاركين في البرنامج أو تُخصم منهم بعد المؤتمرات.
يتم تعيين بعض عناصر البرنامج العروض التقديمية من قبل الخبراء. يعد متحدثو العلوم من بين أكثر عناصر البرنامج شيوعًا في العديد من المؤتمرات يمكن عرض صور (سواء الفوتوغرافية أو الكمبيوتر) أو مقاطع الفيديو أو تقديم النشرات لمثل هذه العروض التقديمية.
تعتبر القراءات و «كافيكالتشز» من عناصر البرنامج، حيث يقرأ مؤلف واحد من عمله أو يجري نقاش غير رسمي مع المعجبين.

### أحداث خاصة
غالبًا ما تقام الليلة الأولى من مؤتمر «مراسم الافتتاح»، حيث يتم تقديم المنظمين والضيوف وقد يتم إلقاء الخطب. في بعض الأحيان، يكون في المؤتمرات مسرحية هزلية أو عروض موسيقية أو مقاطع فيديو أو عينات أخرى من المؤتمر كجزء من مراسم الافتتاح.
غالبًا ما تقام مسابقة أزياء تدعى حفلة تنكرية حيث يتقدم الأشخاص على خشبة المسرح ويتنافسون على جوائز اسمية بناءً على مهارتهم في تجميع وتقديم ملابس مستوحاة من الصيحات. ومع ذلك ، سيتم تسمية هذا «عرض المواهب» بشكل أكثر دقة بدلاً من «عرض ملابس تنكرية» التي يوحي بها المصطلح (على الرغم من أن الفاندوم البريطاني يستخدم أحيانًا مصطلح «ملابس تنكرية (fancy dress)»). قد يشير معجبو الأنيمي إلى الحفلة التنكرية باعتبارها كوسبلاي، ولكن هناك اختلافات ملحوظة ودقيقة بين المصطلحات.
تحتوي بعض المؤتمرات على احتفالات توزيع الجوائز ، حيث يتم تكريم أفضل الأعمال والأفراد البارزين لمساهماتهم في هذا المجال. لدى وولدكون العديد من احتفالات توزيع الجوائز ، أبرزها جوائز هوغو، وكذلك جائزة سايدوايز للتاريخ البديل والجوائز الأخرى. فيكون في فانكوفر، بي سي (BC) التي تميز جوائز إلرون للفروق المريبة في الخيال العلمي، بما في ذلك جائزة سنوية ل جون نورمان المؤلف من سلسلة جور.
مثلما تظهر العروض الفنية الجانب المرئي من الخيال العلمي ، فإن العديد من المؤتمرات تشتمل على الحفلات الموسيقية أو غيرها من الأحداث الموجهة نحو الموسيقى كجزء من المؤتمر. غالبًا ما تكون هذه عروضًا للمخرجين، على الرغم من أن الموسيقيين الآخرين قد يظهرون أيضًا في المناسبات.
قد يحتوي المؤتمر على واحد أو أكثر من المزادات. المزاد الفني هو حدث تُباع فيه العناصر الأكثر شيوعًا من المعرض الفني للمشترين الأكثر اهتمامًا في المؤتمر. العديد من المؤتمرات لها أيضًا مزادات للأعمال الخيرية ، سواء كانت رسمية أو فنية ؛ وتشمل الأخيرة مزادات نيابة عن صندوق المعجبين عبر المحيط الأطلسي (TAFF)أو الصندوق الجنوبي التابع للمعجبين
(DUFF).
غالبًا ما يتضمن الترفيه المسائي مزيجًا من الأحداث الرسمية وغير الرسمية ، بما في ذلك الحفلات الموسيقية والرقصات وحفلات العشاء الرسمية ودعوات الغرف ذات الطابع العشوائي. بالإضافة إلى ذلك ، تعقد لجان المؤتمرات الأخرى أجتماعات حزبية من أجل الترويج لاتفاقيتها الخاصة وزيادة عضويتها. حفلة الرهان عبارة عن حفلة غرفة تم تنظيمها للتأثير على اختيار موقع المؤتمرمستقبلي (مثل وولدكون) من خلال الإعلان عن مزاياها.
بعض المؤتمرات لها حفل ختام للاحتفال رسميًا بنهاية المؤتمر. بناءً على المؤتمر ، يمكن أن يكون هذا تجمّعًا رئيسيًا لمعظم الأعضاء ، أو قد يكون بحضور بسيط أو يتم الاستغناء عنه تمامًا حيث ينشغل الأعضاء عمليات التعبئة والتسجيل خارج الفندق.

### المعارض والوظائف الثابتة
تتوفر غرفة التجار أو هاكستر ، حيث يبيع التجار بضائع قد تكون ذات فائدة للجماهير. وتشمل الكتب ، وثماتيل الشخصيات، ودعم النسخ المتماثلة والقمصان. وبالمثل ، يوجد غالبًا معرض فني حيث يتم عرض الفن المستوحى من المجال وعادة ما يكون متاحًا للمزاد أو الشراء. قد تحتوي المؤتمرات الأصغر على صف تجار غير رسميين ، وهو عبارة عن قسم من غرف الفنادق يقوم التجار ببيع البضائع منه ، بينما قد تحتوي الاتفاقيات الأكبر على غرفة تجار رسمية وصف تجار غير رسميين.
معرض الفن هو عموما معرض فني مفتوح. أي أنه مفتوح لجميع القادمين ويتم عرض كل الأعمال الفنية المعروضة للبيع. يؤدي هذا بطبيعة الحال إلى تنوع مجموعة واسعة من الأعمال الفنية ، من الرسوم التوضيحية المهنية إلى الفنون الخارجية، مع العديد من أعمال الهواة. يتم تصميم موضوع العرض تبعا لتوجهات فندوم، مثلا العديد من سفن الفضاء، التنين، حيدات، مصاصي الدماء، والفتيات القط الخ غالبًا ما تسمح العروض الفنية للفنانين بالبيع ، وتشكل هذه المبيعات مصدر دخل كبير لبعض الفنانين.
تحتوي العديد من المؤتمرات على غرف للفيديو يتم فيها تقديم عروض صوتية ومرئية متعلقة بالنشاط ، وعادةً ما تكون أفلام هوليوود التجارية وحلقات البرامج التلفزيونية النوعية والأنيمي. إذا كانت هناك غرف وسائط متعددة ، فقد تحتوي كل غرفة على محتوى محدد. قد تحتوي المؤتمرات الأكبر أيضًا على غرفة أفلام أصلية ، لعرض الأفلام الفعلية على الفيلم بدلاً من الفيديو.
غرف الألعاب أيضًا متوفرة في بعض المؤتمرات للحضور للعب مجموعة متنوعة من الألعاب على علاقة بالنشاط، بما في ذلك ألعاب الورق القابلة للتحصيل مثل ماجيك: التجميع وألعاب تقمص الأدوار مثل سجون وتنانين وألعاب المنمنمات مثل وارمر 40،000 وألعاب الطاولة مثل تي ساتلر أوف كاتان . ألعاب الورق سهلة اللعب سريعة ، على سبيل المثال تعتبر أبلز تو أبلز شائعة لأنها لا تتطلب التزامًا كبيرًا أو معرفة عميقة بالقواعد ، مما يسمح للاعبين العاديين بالانضمام إليها.

### جناح المؤتمر
في مؤتمرات أمريكا الشمالية ، غالبًا ما يتم توفير جناح الضيافة للمؤتمرات أو كونسويت كغرفة مخصصة للمرطبات الخفيفة ومحادثة هادئة ومكان للراحة لفترة قصيرة. تشمل المرطبات عادة القهوة والشاي والعصير أو المشروبات الغازية والوجبات الخفيفة متناسبة مع التوقيت اليومي. اعتمادًا على قوانين توزيع الخمور المحلية وقوانين المسؤولية، يقد يقدم الجناح المشروبات الكحولية. في المؤتمرات في بقية العالم ، عادةً ما يقدم بار الفندق أو مركز المؤتمرات نفس الوظيفة الاجتماعية. في مؤتمرات المملكة المتحدة، يعتبر توفير برميل خشبي[مِن قِبَل مَن؟]
```
بشكل عام ضروري.
```

### حفلة الكلب الميت
العديد من المؤتمرات لها حفلة الكلاب الميتة  في مساء اليوم الأخير من المؤتمر ، بعد اختتام الاحتفالات. هذه هي الحفلة التقليدية حيث من غير المحتمل أن يكون لدى الحاضرين كميات هائلة من الطاقة. هذه الحفلة هو محاولة لتبطيئ عودة الناس إلى العالم الواقعي خارج المؤتمر ويمكن أن يكون وسيلة فعالة للتغلب على الاكتئاب الذي يرتبط غالبًا بنهاية حدث كبير. حفلة الكلب الميت يمكن أن تستمر حتى صباح اليوم التالي.

### التميز
يفخر العديد من مرتادي المؤتمرات بكونها ممتعة وغير عادية ، ومن الطبيعي أن العديد من المؤتمرات مميزة للغاية. في المؤتمرات تكون هنالك أنشطة ، وألقاء لنكات والأساليب التنظيمية وغيرها من الميزات التي لا تميزها فقط عن المؤتمرات الأخرى (غير مؤتمرات الخيال العلمي) هذه الميزات غالبا ما تكون نقطة فخر. تختلف معظم المؤتمرات من حيث الخطوط العريضة المذكورة أعلاه بطرقة واحدة أو طرق أكثر أهمية ، والعديد منها لها خصائصها الثقافية الفريدة.
فمثلا:
- كابريكون في الولين ، إلينوي، دائمًا ما يحتوي مجموعة كاملة من برامج محاكاة ساخرة. يتم الاحتفاظ بها في الأصل في غرفة فينياس تايلور بي، وهي الآن مخصصة لغرفة لايك ووبيغون.
- في وقت مبكر من مينيكون، أعلن رئيس مينستاف (المنظمة الراعية للمؤسسة) أنه رئيس مدى الحياة. تم حل هذا عن طريق تمثيل اغتيال للرئيس. منذ ذلك الحين ، يتم اغتيال الرئيس دعابة في احتفالات الاختتام.
- العديد من المؤتمرات لها أسماء مميزة ، بما في ذلك التورية أو الفكاهية أو المركبة.[13]

معظم المؤتمرات تميل إلى تطوير العديد من مميزاتها الخاصة على طول هذه الخطوط. بالنسبة للمعجبين ، هذه غالبًا ما تكون جزءًا من الجاذبية الذي يقدمه كل مؤتمر.

### رِباط السلامة وسياسات الأسلحة
رِباط السلامة عبارة عن قفل أو ربطة أو علامة واضحة تجعل من شيء أو تعرفه على أنه غير صالح للاستخدام ، مثل السلاح ، ويُظهر الرِباط أن نوايا المالك سلمية بحتة.
في بعض المؤتمرات ، يحمل المشاركون أسلحة أو زيًا حقيقيًا يبدو أنه أسلحة. لتفادي المخاوف بشأن سوء استخدام الأسلحة الحقيقية في مثل هذه الأحداث ، يقوم فريق الأمن بختم «رِباط السلامة» لأي شيء قد يبدو كسلاح.
قد توفر «سياسة الأسلحة» الخاصة بالحدث معايير موضوعية لتحديد شكل الأسلحة. على سبيل المثال ، قد تتطلب سياسة الأسلحة وجود رِباط السلامة على أي شيء قد يعترف به شخص، واعي كسلاح من مسافة قصيرة في الضوء الخافت. الأسلحة الحقيقية ، إذا سمح بها ، يتم تعطيلها وتأمينها ووضع علامات عليها. على سبيل المثال ، يمكن استخدام روابط أو سحابات برتقالية زاهية لعقد السيف في غمده أو لإمساك مسدس في الحافظة. قد تتطلب الدعائم المحاكية أو الدعائية علامات واضحة ، مثل الأشرطة الزاهية أو السحابات الرابطة ، لإظهار أن الأمن قد اعتبرها آمنة. قد يتم تعطيل أو تأمين الأسلحة المحاكية أو الدعائم التي يمكن استخدامها كسلاح أو كأسلحة حقيقية.
يساعد رِباط السلامة في السيطرة على استخدام أو إساءة استخدام الأسلحة الحقيقية في المؤتمر أو أي حدث آخر: أي شيء يشبه السلاح ولكن ليس مرتبطًا برِباط السلامة يُعتبر على الفور أمرًا مريبًا. كتبت كاتبة الخيال العلمي كارولين جانيس تشري على موقعها على الإنترنت ، «لقد كنت شاهدة على أوقات ما قبل رِباط السلامة ، وقد تضائلة كثيراً (تلك الأوقات)، وأطمئنكم أن هذه فكرة جيدة. قراءة سياسة الأسلحة الخاصة بالمؤتمر.» 